# 音響ホログラフィ
音響ホログラフィ（おんきょうホログラフィ）とは、音波の干渉を利用したホログラフィ。

## 概要
音波の干渉を利用して空間内の音の強度の分布を可視化する。音響ホログラフィは1960年代の半ば頃から研究が開始され、光波領域で開発されたホログラフィ技術を音波、超音波領域に適用することで初期の研究は大きく発展して、その後、音響ホログラフィ独自の技術が確立され、ホログラフィの原理によらぬ他の音響映像法の技術も発達した。近年では近距離場音響ホログラフィが増えつつある。

## 原理
集音器(マイクロフォン)を使用して音源からの音の強度を数値化して座標をプロットする。

### 走査型
走査型は1個の集音器を機械的にX-Y座標毎に走査して音の強度を順次数値化する。時間がかかるので動いたり、強度が変化する音源には適さない。

### アレイ型
2次元に配置された多数の集音器を使用する。走査型と比較して高速で各座標の音の強度の数値を取得できる。フェイズドアレイ化する事により、空間内の3次元的な音の強度分布を可視化することも可能。

## 用途
- 生物観察
- 非破壊検査
- 騒音対策